# Diusse
Diusse est une commune française, située dans le département des Pyrénées-Atlantiques en région Nouvelle-Aquitaine.

## Géographie

### Localisation
La commune de Diusse se trouve dans le département des Pyrénées-Atlantiques, en région Nouvelle-Aquitaine.
Elle se situe à 44 km par la route de Pau, préfecture du département, et à 33 km de Serres-Castet, bureau centralisateur du canton des Terres des Luys et Coteaux du Vic-Bilh dont dépend la commune depuis 2015 pour les élections départementales.
La commune fait en outre partie du bassin de vie de Garlin.
Les communes les plus proches sont : 
Mont-Disse (1,3 km), Conchez-de-Béarn (2,0 km), Portet (2,6 km), Aubous (2,8 km), Tadousse-Ussau (3,0 km), Aurions-Idernes (3,5 km), Cadillon (4,1 km), Aubous (4,4 km).
Sur le plan historique et culturel, Diusse fait partie de la province du Béarn, qui fut également un État et qui présente une unité historique et culturelle à laquelle s’oppose une diversité frappante de paysages au relief tourmenté.

### Communes limitrophes
Les communes limitrophes sont Viella, Aubous, Conchez-de-Béarn, Mont-Disse, Portet et Tadousse-Ussau.
| Portet         | Viella (Gers)    | Aubous     |
|                | Diusse           | Mont-Disse |
| Tadousse-Ussau | Conchez-de-Béarn |            |

### Hydrographie

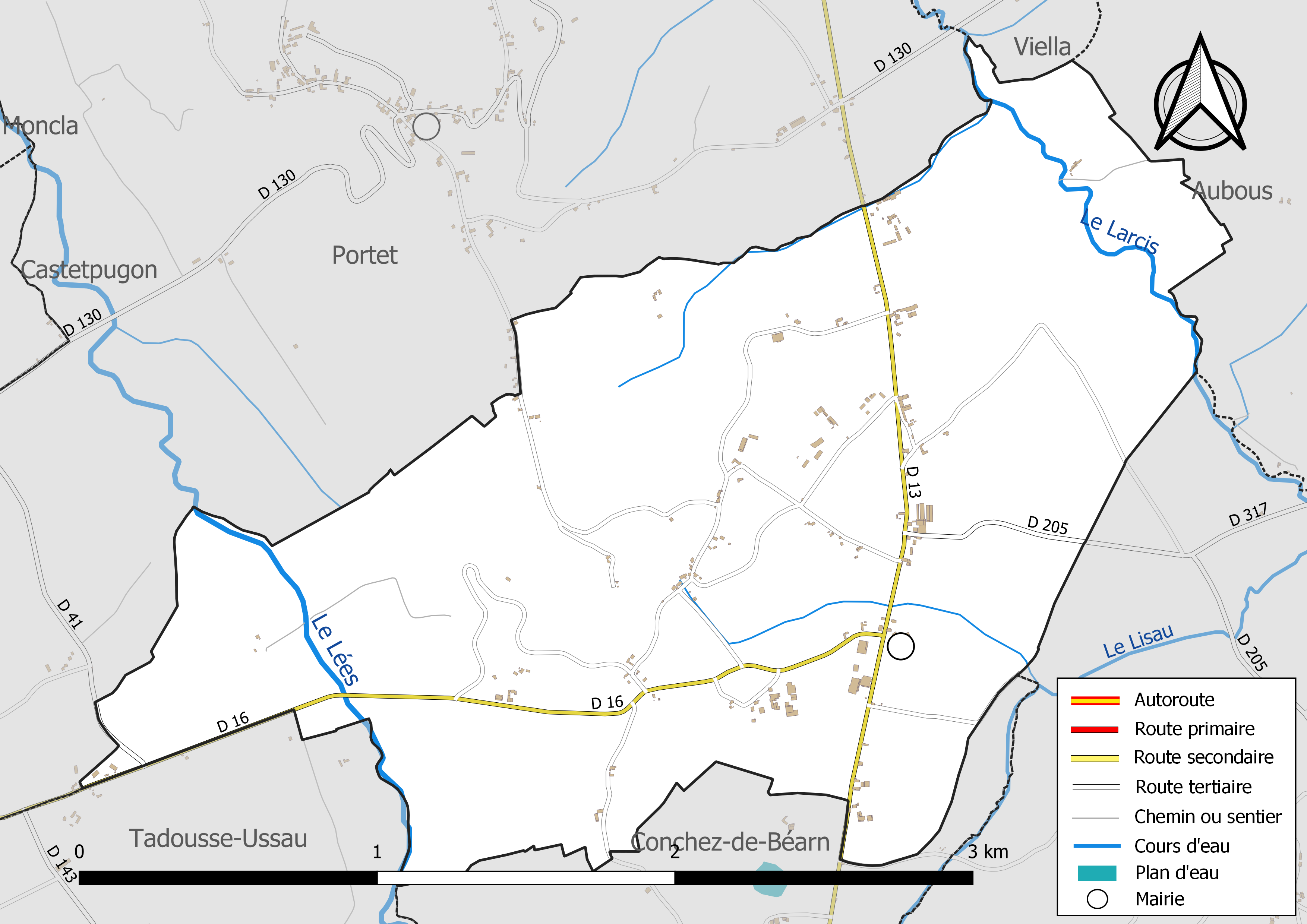
Réseaux hydrographique et routier de Diusse.

La commune est drainée par le Léez, le Larcis et par deux petits cours d'eau, constituant un réseau hydrographique de 6 km de longueur totale,.
Le Léez (56 km) prend sa source dans la commune de Gardères, s'écoule du sud vers le nord et longe le territoire communal dans sa partie sud-ouest, constituant la limite communale avec Tadousse-Ussau puis avec Portet. Il se jette dans l'Adour à Barcelonne-du-Gers, après avoir traversé 31 communes.
Le Larcis, d'une longueur totale de 34,8 km, prend sa source dans la commune de Luc-Armau, et s'écoule vers le nord-ouest. Il se jette dans le Léez à Projan, après avoir traversé 20 communes.

### Climat
Pour des articles plus généraux, voir Climat de la Nouvelle-Aquitaine et Climat des Pyrénées-Atlantiques.
Historiquement, la commune est exposée à un climat océanique aquitain.  
En 2020, Météo-France publie une typologie des climats de la France métropolitaine dans laquelle la commune est dans une zone de transition entre le climat océanique et le climat océanique altéré et est dans la région climatique Aquitaine, Gascogne, caractérisée par une pluviométrie abondante au printemps, modérée en automne, un faible ensoleillement au printemps, un été chaud (19,5 °C), des vents faibles, des brouillards fréquents en automne et en hiver et des orages fréquents en été (15 à 20 jours).
Pour la période 1971-2000, la température annuelle moyenne est de 13,4 °C, avec une amplitude thermique annuelle de 14,6 °C. Le cumul annuel moyen de précipitations est de 1 026 mm, avec 11,1 jours de précipitations en janvier et 7,8 jours en juillet. Pour la période 1991-2020, la température moyenne annuelle observée sur la station météorologique la plus proche, située sur la commune de Mont-Disse à 1 km à vol d'oiseau, est de 13,9 °C et le cumul annuel moyen de précipitations est de 1 010,8 mm,. Pour l'avenir, les paramètres climatiques de la commune estimés pour 2050 selon différents scénarios d’émission de gaz à effet de serre sont consultables sur un site dédié publié par Météo-France en novembre 2022.

### Milieux naturels et biodiversité
L’inventaire des zones naturelles d'intérêt écologique, faunistique et floristique (ZNIEFF) a pour objectif de réaliser une couverture des zones les plus intéressantes sur le plan écologique, essentiellement dans la perspective d’améliorer la connaissance du patrimoine naturel national et de fournir aux différents décideurs un outil d’aide à la prise en compte de l’environnement dans l’aménagement du territoire.
Une ZNIEFF de type 2 est recensée sur la commune, : 
les « coteaux calcaires du Béarn » (461,36 ha), couvrant 20 communes du département.

## Urbanisme

### Typologie
Au 1er janvier 2024, Diusse est catégorisée commune rurale à habitat très dispersé, selon la nouvelle grille communale de densité à sept niveaux définie par l'Insee en 2022.
Elle est située hors unité urbaine et hors attraction des villes,.

### Occupation des sols

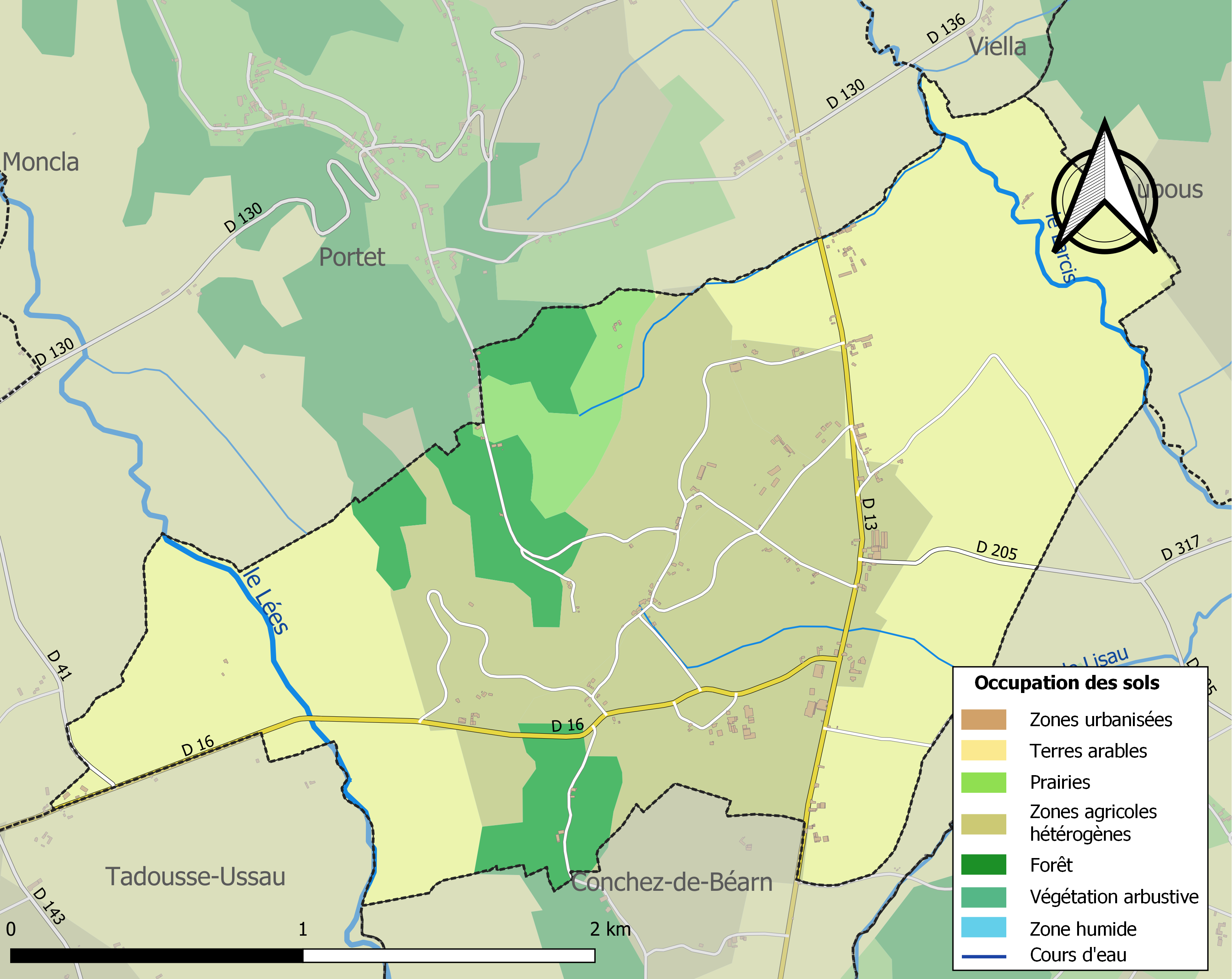
Carte des infrastructures et de l'occupation des sols de la commune en 2018 (CLC).

L'occupation des sols de la commune, telle qu'elle ressort de la base de données européenne d’occupation biophysique des sols Corine Land Cover (CLC), est marquée par l'importance des territoires agricoles (91,2 % en 2018), une proportion identique à celle de 1990 (91,2 %). La répartition détaillée en 2018 est la suivante : 
terres arables (50,9 %), zones agricoles hétérogènes (36,8 %), forêts (8,8 %), prairies (3,5 %). L'évolution de l’occupation des sols de la commune et de ses infrastructures peut être observée sur les différentes représentations cartographiques du territoire : la carte de Cassini (XVIIIe siècle), la carte d'état-major (1820-1866) et les cartes ou photos aériennes de l'IGN pour la période actuelle (1950 à aujourd'hui).

### Hameaux et lieux-dits
- Le Château
- Lamarrigue
- Moulin de Lagraulet

### Voies de communication et transports
La commune est desservie par les routes départementales 205 et 317.

### Risques majeurs
Le territoire de la commune de Diusse est vulnérable à différents aléas naturels : météorologiques (tempête, orage, neige, grand froid, canicule ou sécheresse), inondations et séisme (sismicité modérée). Un site publié par le BRGM permet d'évaluer simplement et rapidement les risques d'un bien localisé soit par son adresse soit par le numéro de sa parcelle.
Certaines parties du territoire communal sont susceptibles d’être affectées par le risque d’inondation par une crue à  débordement lent de cours d'eau, notamment le Léez et le Larcis. La commune a été reconnue en état de catastrophe naturelle au titre des dommages causés par les inondations et coulées de boue survenues en 1982, 2009 et 2021,.

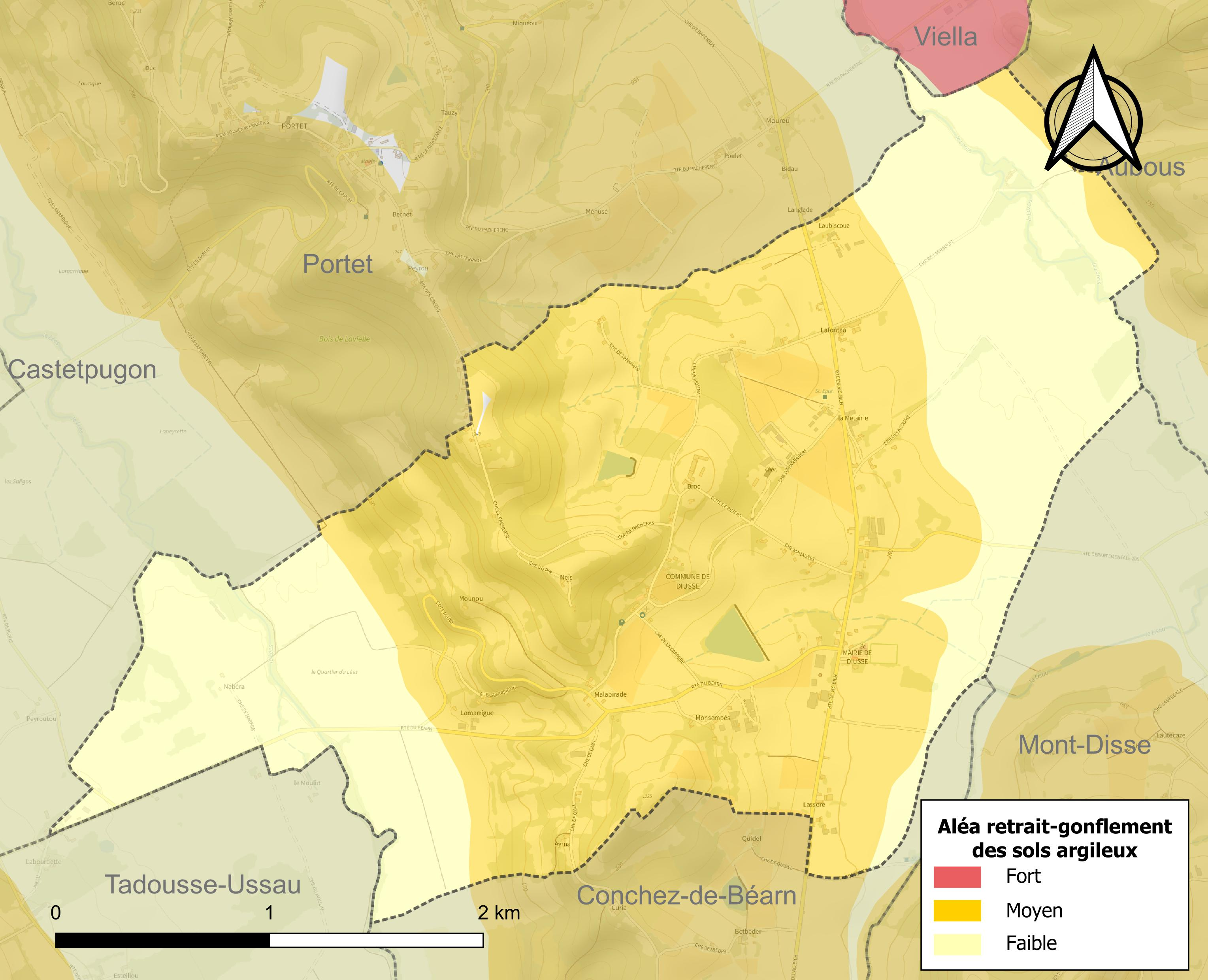
Carte des zones d'aléa retrait-gonflement des sols argileux de Diusse.

Le retrait-gonflement des sols argileux est susceptible d'engendrer des dommages importants aux bâtiments en cas d’alternance de périodes de sécheresse et de pluie. 64,1 % de la superficie communale est en aléa moyen ou fort (59 % au niveau départemental et 48,5 % au niveau national). Depuis le 1er octobre 2020, en application de la loi ELAN, différentes contraintes s'imposent aux vendeurs, maîtres d'ouvrages ou constructeurs de biens situés dans une zone classée en aléa moyen ou fort,.

## Toponymie
Le toponyme Diusse apparaît sous les formes 
Sanctus Johannes de Diossa (1104, cartulaire de Lescar), 
Diuse (1402, censier de Béarn) et 
Diussa (1546, réformation de Béarn).
Le toponyme Lagraulet est mentionné par le dictionnaire topographique Béarn-Pays basque de 1863, et ce nom désignait une lande de la commune de Diusse.

## Histoire
Paul Raymond note qu'en 1385, Diusse dépendait du bailliage de Lembeye et comptait huit feux.

## Politique et administration

### Liste des maires
| Période                                  | Période  | Identité              | Étiquette | Qualité |
| ---------------------------------------- | -------- | --------------------- | --------- | ------- |
| Les données manquantes sont à compléter. |          |                       |           |         |
| 1989                                     | 2001     | Jean-Louis Malabirade |           |         |
| 2001                                     | 2008     | Michel Birot          |           |         |
| 2008                                     | En cours | Michèle Plante        |           |         |

### Intercommunalité
Diusse fait partie de six structures intercommunales :
- la communauté de communes des Luys en Béarn ;
- le SIVU de la voirie de la région de Garlin ;
- le SIVU du Lées et affluents ;
- le syndicat d’énergie des Pyrénées-Atlantiques ;
- le syndicat d'irrigation de la vallée des Lées ;
- le syndicat intercommunal d’alimentation en eau potable Luy - Gabas - Lées.

## Population et société

### Démographie
L'évolution du nombre d'habitants est connue à travers les recensements de la population effectués dans la commune depuis 1793. Pour les communes de moins de 10 000 habitants, une enquête de recensement portant sur toute la population est réalisée tous les cinq ans, les populations de référence des années intermédiaires étant quant à elles estimées par interpolation ou extrapolation. Pour la commune, le premier recensement exhaustif entrant dans le cadre du nouveau dispositif a été réalisé en 2008.

En 2022, la commune comptait 144 habitants, en évolution de +1,41 % par rapport à 2016 (Pyrénées-Atlantiques : +3,78 %, France hors Mayotte : +2,11 %).
| 1793 | 1800 | 1821 | 1831 | 1836 | 1841 | 1846 | 1851 | 1856 |
| ---- | ---- | ---- | ---- | ---- | ---- | ---- | ---- | ---- |
| 223  | 139  | 305  | 391  | 400  | 368  | 357  | 315  | 322  |

| 1861 | 1866 | 1872 | 1876 | 1881 | 1886 | 1891 | 1896 | 1901 |
| ---- | ---- | ---- | ---- | ---- | ---- | ---- | ---- | ---- |
| 329  | 306  | 304  | 307  | 286  | 285  | 295  | 278  | 279  |

| 1906 | 1911 | 1921 | 1926 | 1931 | 1936 | 1946 | 1954 | 1962 |
| ---- | ---- | ---- | ---- | ---- | ---- | ---- | ---- | ---- |
| 247  | 240  | 203  | 199  | 180  | 200  | 192  | 164  | 162  |

| 1968 | 1975 | 1982 | 1990 | 1999 | 2006 | 2008 | 2013 | 2018 |
| ---- | ---- | ---- | ---- | ---- | ---- | ---- | ---- | ---- |
| 145  | 200  | 187  | 166  | 179  | 161  | 156  | 141  | 144  |

| 2022 | - | - | - | - | - | - | - | - |
| ---- | - | - | - | - | - | - | - | - |
| 144  | - | - | - | - | - | - | - | - |

## Économie
La commune fait partie des zones d'appellation d'origine contrôlée (AOC) du madiran, du pacherenc-du-vic-bilh et du béarn.

## Culture locale et patrimoine

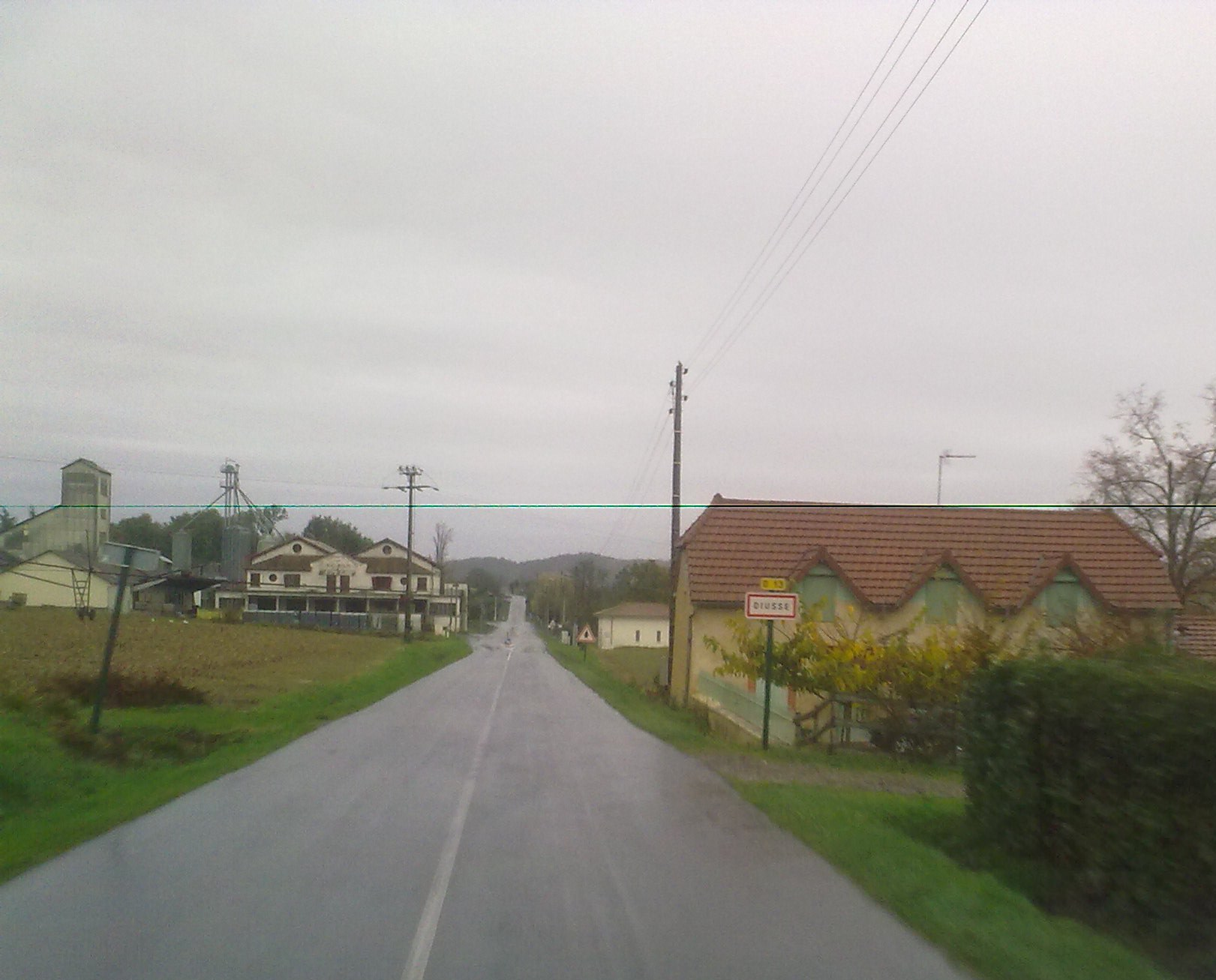
Entrée dans Diusse.
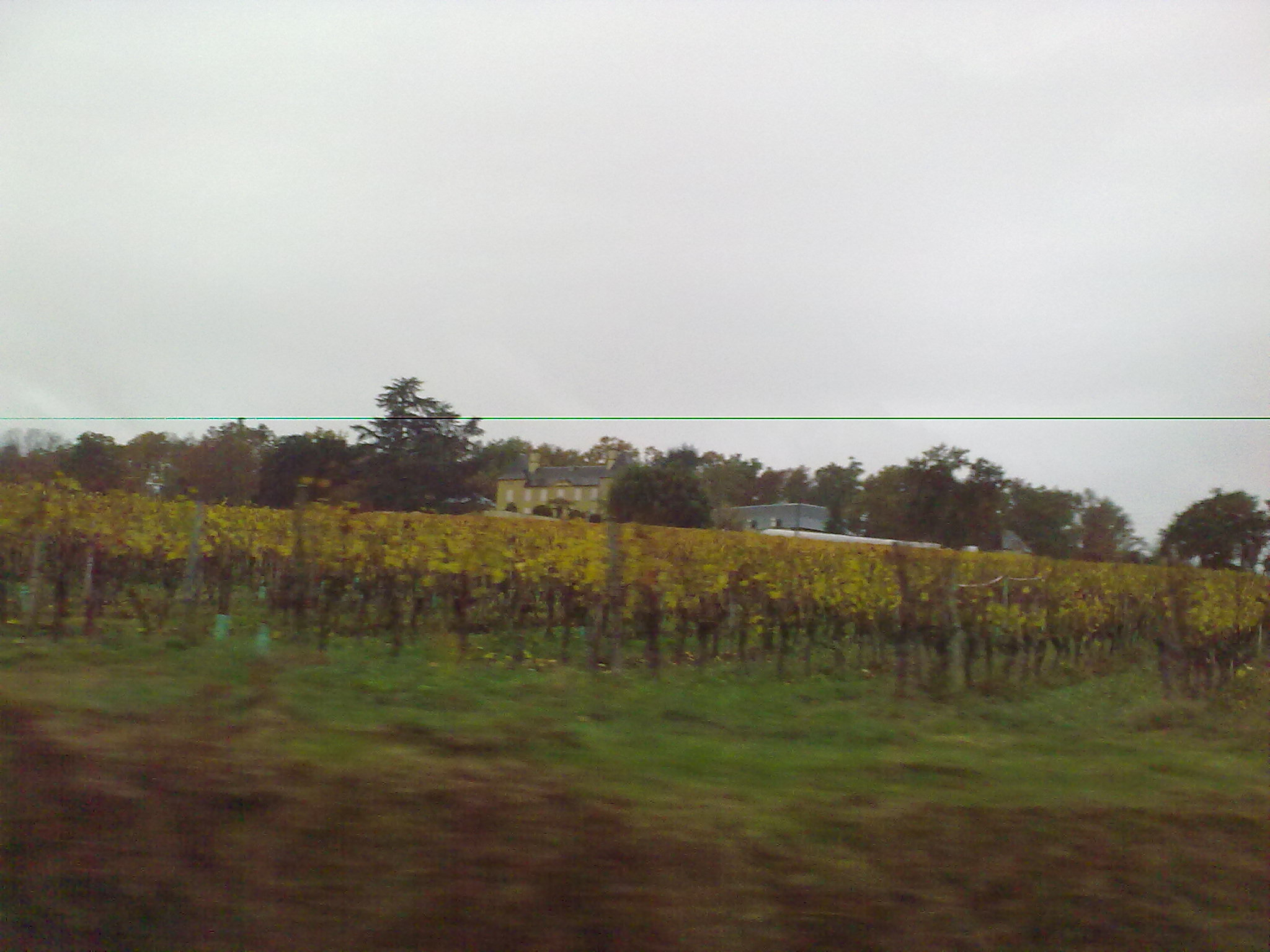
Vignobles de Diusse.

### Patrimoine civil
On trouve à Diusse une demeure de notable dite château de Disse dont les origines remontent au XVIIe siècle. Cette demeure a été affranchie des droits seigneuriaux en 1685 par le seigneur de Diusse en faveur des Brumont, seigneurs de Disse, qui y résident jusqu’en 1837. Depuis les nombreux aménagements et transformations se sont succédé aussi bien dans la maison que dans le parc. La terrasse et le jardin à la française s’étendent au sud du château et offrent une vue splendide sur toute la vallée des Pyrénées. Une partie des bâtiments attenants au château accueille un centre d’aide par le travail qui exploite quinze hectares de vigne qui produisent trois grands AOC : Madiran, Pacherenc du Vic-BIlh et Rosé du Béarn. Le ministère de la Culture a répertorié certains mobiliers présents dans le château, dont une fontaine de table (calcaire taillé et cuivre repoussé) et six tableaux de René-Marie Castaing.
Diusse présente un ensemble de fermes et de maisons datant des XVIIIe et XIXe siècles.
Enfin, au lieu-dit Moulin de Lagraulet, se trouvent les vestiges d'un moulin du XIXe siècle.

### Patrimoine religieux
Diusse est aussi réputée pour son église romane classée (XIe et XIIe siècles), l'église Saint-Jean-Baptiste inscrits à l'inventaire général du patrimoine culturel.

## Équipements
éducation
La commune dispose d'un groupe scolaire, comptant trois classes élémentaires.

## Personnalités liées à la commune
- Louis Sorel (abbé) (1880-1943)